# Hilary Hahn
Pour les articles homonymes, voir Hahn.
Hilary Hahn est une violoniste américaine, née à Lexington en Virginie le 27 novembre 1979. Elle est une des meilleures violonistes de sa génération et s'est bâti une solide réputation d'interprète en musique contemporaine.

## Biographie
Hahn est née le 27 novembre 1979 à Lexington, États-Unis. Son père, Steve Hahn est un journaliste et documentaliste,. Sa mère, Anne, est comptable,. Sa grand-mère paternelle est une allemande de Bad Dürkheim.
Elle réside et grandit à Baltimore, Maryland, États-Unis, de 1984 à 1989, ville où, un mois avant son quatrième anniversaire, Klara Berkovich (en) commence à lui enseigner le violon selon la méthode Suzuki en cours à l'Institut Peabody de Baltimore.
Dès neuf ans, elle sait qu'elle désire être violoniste.
En 1990, âgée de 10 ans, elle est admise au prestigieux Institut Curtis de Philadelphie où elle étudie avec Jascha Brodsky (en), dernier élève vivant d'Eugène Ysaÿe. Elle est élève de Brodsky pendant sept ans, jusqu'à la mort de celui-ci survenue à l'âge de 89 ans. Elle travaille les études de Kreutzer, Ševčík, Gaviniès et Rode ainsi que les Caprices de Paganini, 28 concertos pour violon, des partitions de musique de chambre et un certain nombre de pièces maîtresses du répertoire.
À l'âge de 16 ans, Hahn a répondu aux exigences de l'Institut Curtis pour l'obtention du diplôme. Elle reste cependant volontairement dans cette université pendant plusieurs années pour suivre certains cours de perfectionnement et sort avec un Bachelor of Music (en) au mois de mai 1999. Pendant ces années, elle étudie le violon avec Jaime Laredo et la musique de chambre avec Felix Galimir et Gary Graffman.
Hahn passe quatre étés en immersion linguistique complète d'allemand, de français et de japonais au Middlebury College.

### Vie personnelle
Hilary Hahn est mariée et mère de deux filles, Zelda, née en 2015 et Nadia, née en 2018. Après avoir longtemps résidé à New York, la famille habite à Cambridge, Massachusetts depuis 2016,.
Le 1er septembre 2019, Hahn fait part de son intention de prendre une année sabbatique et de reprendre ses activités musicales pour la saison 2020-2021.

## Carrière
En 1991, alors qu'elle n'a que 11 ans, elle fait ses débuts avec l'orchestre symphonique de Baltimore. Peu après elle débute avec les orchestres de Philadelphie, de Cleveland, le Symphonique de Pittsburgh, et le Philharmonique de New York. Elle fait ses débuts internationaux en 1994, interprétant la Serenade de Leonard Bernstein sous la direction d'Iván Fischer avec l'Orchestre du Festival de Budapest.
En 1995, elle fait ses débuts en Allemagne, en jouant le Concerto pour Violon de Beethoven, sous la direction de Lorin Maazel, avec l'Orchestre symphonique de la Radiodiffusion bavaroise, ce concert est alors radiodiffusé dans toute l'Europe.
En 1996, âgée de 16 ans, elle débute au Carnegie Hall (New York) en tant que soliste avec l'Orchestre de Philadelphie.
En 1999, lors d'un entretien journalistique pour Strings Magazine, Hahn cite David Zinman, le chef d'orchestre de l'Orchestre symphonique de Baltimore et mentor de la violoniste depuis qu'elle a l'âge de dix ans, et Lorin Maazel à la tête de l'Orchestre symphonique de la Radiodiffusion bavaroise avec lequel elle a joué en Europe, comme étant parmi ceux qui ont influencé son développement tant de musicienne que d'étudiante.
Hahn commence des enregistrements à partir de 1996. Elle paraît dans des émissions télévisées. Sa première apparition date de l'année 2000. C'est le 1755e épisode d'une série intitulée Mr. Rogers' Neighborhood dans laquelle la violoniste joue pour Mr. Rogers lorsque celui-ci visite un magasin de musique local. Hahn sort 16 albums sous les labels Deutsche Grammophon et Sony, trois DVD, un film dont la bande son est honorée d'un Oscar, un enregistrement destiné aux enfants qui est primé et plusieurs compilations. Ses enregistrements mélangent souvent des pièces nouvelles à des morceaux classiques traditionnels. Son album regroupe des partitions de Beethoven avec des partitions de Bernstein, de Schoenberg et de Sibelius, de Brahms avec celles de Stravinsky et de Tchaïkovski avec Jennifer Higdon,,,.
Hahn a joué avec des orchestres tels que l'Orchestre symphonique de Londres, l'Orchestre philharmonique de New York, l'Orchestre symphonique de Boston, l'Orchestre royal du Concertgebouw, le NHK Symphony Orchestra, l'Orchestre philharmonique de Los Angeles, l'Orchestre symphonique de Singapour et l'Orchestre Philharmonique de Radio France. Elle débute avec l'Orchestre symphonique de Chicago en 2007 et joue au Vatican, avec l'Orchestre symphonique de la Radio de Stuttgart placé sous la direction de Gustavo Dudamel, pour l'intronisation du pape Benoît XVI,. Le concert est enregistré et diffusé par la Deutsche Grammophon.
Hilary Hahn s'est également produite comme musicienne en musique de chambre. Elle a joué presque chaque année avec le Skaneateles Chamber Music Festival à Skaneateles.
De 1995 à 2000, Hahn joue et étudie la musique de chambre au festival de musique de Marlboro de Vermont. En 1996, elle est musicienne et membre conseillère pour le programme de musique de chambre de la Société de musique de chambre du centre Lincoln (en). En 2004, elle entreprend une tournée à Saint-Pétersbourg avec le Trio Poulenc (en).
Hahn s'est un moment intéressée à la musique cross-genre ainsi qu'à la musique « border line ». En 2005, elle commence par interpréter et présenter, lors de tournées, des duos de musique « crossover » avec le chanteur et compositeur Tom Brosseau (en) puis avec Josh Ritter à partir de 2007. Elle a enregistré quelques chansons comme …And You Will Know Us By the Trail of Dead. En 2012, Hahn enregistre, avec le compositeur et pianiste allemand Hauschka,.un album intitulé Silfra produit par Valgeir Sigurðsson,. Hahn affirme que « D'autres musiciens [se disent] toujours cross genre... Pour moi, ce n'est pas du crossover … J'ai juste pénétré leur monde. Libre à vous de penser différemment de ce que vous avez eu l'habitude de faire »,.
Elle remporte le Glashütte Original MusikFestspiel-Preis du festival de musique de Dresde (de).
Depuis 2016, Hahn parraine des concerts gratuits pour les parents accompagnés d'enfants, pour un groupe pratiquant le tricot, un atelier de danse, un groupe de yoga et des étudiants des beaux-arts. Elle encourage les parents à combiner des représentations en direct hors des salles de concert classiques, selon leur préférence, tout en favorisant les opportunités d'écouter de la musique en compagnie de leurs enfants, qui pourraient être rebutés par des concerts donnés dans des salles traditionnelles.
Elle interprète le Concerto pour violon no 3 de Mozart lors d'un concert donné à l'occasion du 80e anniversaire du pape Benoît XVI dans la salle Paul VI du palais apostolique du Vatican le 16 avril 2007, sous la direction du chef d'orchestre vénézuélien Gustavo Dudamel.
De nombreux compositeurs éminents ont écrit des partitions pour elle, notamment Edgar Meyer (en), Jennifer Higdon, Antón García Abril, entre autres.
Le 6 février 2009, Hilary Hahn crée le Concerto pour violon et orchestre de Jennifer Higdon, accompagnée par l'Orchestre symphonique d'Indianapolis dirigé par Mario Venzago. La composition a reçu le prix Pulitzer de musique 2010.
En novembre 2001, le journal Time Magazine la consacre meilleure jeune musicienne classique américaine. Depuis cette date, elle enchaîne les tournées et compte parmi les violonistes les plus en vogue du moment. Elle a obtenu de nombreuses distinctions pour ses enregistrements et elle a collaboré avec James Newton Howard à la réalisation de la musique du film The Village en 2004. Elle a notamment reçu deux Grammy Awards, dont un pour le prix du Meilleur Disque, récompensant son disque Sibelius/Schoenberg: Violin Concertos.
Elle est Artiste en Résidence lors de la saison musicale 2018/2019 à Radio France et se produit à cette occasion avec l'Orchestre National de France et l'Orchestre Philharmonique de Radio France. Avec ce dernier, elle enregistre un disque en 2021 sous la direction de Mikko Franck.
En 2021, elle est lauréate du prix Herbert-von-Karajan.
Hilary Hahn enregistre aujourd'hui exclusivement pour Deutsche Grammophon (depuis 2003), et joue sur un violon du maître-luthier Jean-Baptiste Vuillaume de 1864. Cet instrument est une copie du célèbre instrument joué par Niccolo Paganini Il Cannone, fabriqué en 1743 par le célèbre luthier crémonais Guarneri del Gesù. Elle joue sur cet instrument depuis l’âge de 14 ans et l’a acquis chez un particulier. Lorsqu’elle avait 13 ans, elle jouait sur un Bellosio du XVIIIe siècle. Cependant, depuis 2018, elle joue sur un deuxième violon fabriqué en 1865 lui aussi par Jean-Baptiste Vuillaume qu’elle avait acheté quelques années auparavant à une vente aux enchères à Londres. Ce violon, plus ou moins basé sur le Stradivarius « Alard Baron Knoop » de 1715, est arrivé dans la vie musicale de la célèbre violoniste après des blessures musculaires créées par le jeu de l’instrument. Hilary a dit que ce violon sonnait plus naturel que le son de sa voix.

## Citations
En 1999, Hilary Hahn déclarait qu'elle jouait Bach plus qu'aucun autre compositeur et qu'elle interprétait les sonates et partita pour violon seul tous les jours depuis l'âge de huit ans.
« Bach est pour moi la pierre de touche qui m'aide à rester honnête dans mes interprétations. Garder une sonorité pure dans les doubles cordes, mettre une voix au premier plan quand le phrasé le requiert, éviter les cordes à vide pour ne pas introduire d'accents indésirables, faire sentir la structure de telle manière qu'elle apparaisse clairement à l'auditeur tout en évitant le pédantisme – on ne peut pas tricher avec Bach, et si l'on parvient à tout cela, la musique chante merveilleusement. »
— Hilary Hahn, Saint Paul Sunday
Dans l'émission de NPR intitulée Musicians in Their Own Words (Les musiciens par eux-mêmes), elle raconte l'expérience (alors vécue comme surréaliste) de jouer la Chaconne de la deuxième partita de Bach seule sur la scène d'une salle de concert. Dans la même émission, elle évoque son expérience de l'imitation du chant de l'alouette dans The Lark Ascending de Vaughan Williams.
« Pour certains, ce qu’il y a de fondamental dans la musique de Bach, c’est qu’elle exprime l’essence de l’humanité, réunissant les contraires – lumière et ombre, solitude et communion, allégresse et tristesse profonde » (sur son livret des concertos de Bach).

## Réseaux sociaux et interactions avec le public
En parallèle de sa carrière de soliste, Hilary Hahn est présente sur différents médias afin de présenter et faire découvrir son univers et son travail instrumental au public. Active sur l'ensemble des plateformes (Youtube, Facebook, X, Instagram ou TikTok) et pionnière dans ce domaine - elle anime son compte Youtube depuis 2009 -, elle partage son quotidien, des moments musicaux (répétitions, concerts) et des interviews.
Amie avec les violonistes de la chaîne Youtube TwoSet Violin, Hilary Hahn a collaboré et participé avec le duo humoristique sur plusieurs vidéos et spectacles. Elle s'est notamment prêtée aux défis du duo comme par exemple de jouer le Caprice no 24 de Niccòlo Paganini tout en faisant du hula hoop,.

## Discographie
Hilary Hahn a enregistré d'abord pour le label Sony Classical, puis depuis 2003, pour Deutsche Grammophon et exceptionnellement pour Decca.
- 1997 - Hilary Hahn joue Jean-Sébastien Bach, Sonates no 3, BWV 1005 ; Partita no 2, BWV 1004 et partita no 3, BWV 1006 (Sony)
- 1999 - Beethoven, Concerto pour violon ; Bernstein, Sérénade, Orchestre symphonique de Baltimore, dir. David Zinman (Sony SK 60 584)[47]
- 2000 - Barber, Concertos pour violon ; Edgar Meyer (en), Concerto pour violon[48], Orchestre de chambre de Saint Paul, dir. Hugh Wolff (Sony SK 89029)
- 2001 - Brahms, Concerto pour violon op. 77 ; Stravinsky, Concerto pour violon, Academy of St Martin in the Fields, dir. Neville Marriner (Sony SK 89649)
- 2002 - Mendelssohn, Concerto pour violon ; Chostakovitch, Concerto pour violon - Orchestre philharmonique d'Oslo, dir. Marek Janowski & Hugh Wolff (Sony)
- 2003 - Bach, Concertos pour violon (BWV 1042 ; 1043 ; 1041 et 1060 avec hautbois) - Margaret Batjer (2e violon), Allan Vogel (hautbois), Los Angeles Chamber Orchestra, dir. Jeffrey Kahane (DG 474 199-2)
- 2004 - The Village : Bande musicale du film composée par James Newton Howard
- 2004 - Elgar, Concerto pour violon, Vaughan Williams, The Lark Ascending - Orchestre symphonique de Londres, dir. Colin Davis (DG)
- 2005 - Mozart, Sonates pour violon, avec Natalie Zhu, piano (DG)
- 2006 - Paganini, Concerto pour violon no 1 ; Louis Spohr, Concerto pour violon no 8 « in modo di scena cantate » - Orchestre symphonique de la radio suédoise, dir. Eiji Ōue (DG)
- 2008 - Schönberg, Concerto pour violon, op. 36 ; Jean Sibelius, Concerto pour violon en ré mineur, op. 47, Orchestre symphonique de la radio suédoise, dir. Esa-Pekka Salonen (DG)
- 2009 - Bach, Violin and Voice, Duos voix et violon extraits de Cantates, de la Passion selon saint Matthieu et de la Messe en si, avec Christine Schäfer (soprano), Matthias Goerne (baryton), Kristin von der Goltz (violoncelle) ; Orchestre de chambre de Munich, dir. A. Liebreich (DG 477 8092)
- 2010 - Jennifer Higdon, Concerto pour violon[49]; Piotr Ilitch Tchaïkovski, Concerto pour violon en ré majeur, op. 35 - Orchestre philharmonique royal de Liverpool, dir. Vasily Petrenko (DG)
- 2011 - Charles Ives, Four Sonatas, Valentina Lisitsa (piano)
- 2013 - In 27 Pieces: The Hilary Hahn Encores, Cory Smythe (de) (piano) (DG)
- 2015 - Mozart, Concerto pour violon no 5 ; Vieuxtemps, Concerto pour violon no 4 - Deutsche Kammerphilharmonie, Paavo Järvi (DG)
- 2018 - Hilary Hahn joue Bach, Sonates no 1, BWV 1001, no 2, BWV 1003, Partita no 1, BWV 1002, pour violon seul (Decca)
- 2021 - Chausson, Prokofiev et Rautavaara - Orchestre Philharmonique de Radio France, dir. Mikko Franck (février/juin 2019, DG)

#### Bases de données et dictionnaires
- Site officiel
- Ressources relatives à la musique :   - AllMusic
  - Bayerisches Musiker-Lexikon Online
  - Carnegie Hall
  - Discogs
  - Grove Music Online
  - Last.fm
  - MusicBrainz
  - Muziekweb
  - Rate Your Music
  - Songkick
- Ressource relative à plusieurs domaines :   - Radio France
- Ressource relative à l'audiovisuel :   - IMDb
- Notices dans des dictionnaires ou encyclopédies généralistes :   - Britannica
  - Brockhaus
  - Den Store Danske Encyklopædi
  - Deutsche Biographie
  - Dictionnaire universel des créatrices
  - Nationalencyklopedin
  - Munzinger
  - Store norske leksikon
- Notices d'autorité :   - VIAF
  - ISNI
  - BnF (données)
  - IdRef
  - LCCN
  - GND
  - CiNii
  - Pays-Bas
  - Pologne
  - Israël
  - NUKAT
  - Norvège
  - Tchéquie
  - Lettonie
  - Corée du Sud
  - WorldCat